# Vierge à l'Enfant au singe
La Vierge à l'Enfant au singe est une gravure sur cuivre au burin datée vers 1498, de l'artiste de la Renaissance allemande Albrecht Dürer (1471-1528).
Elle reçut un succès immédiat et s'est imposée comme l'une des estampes les plus copiées.

## Analyse

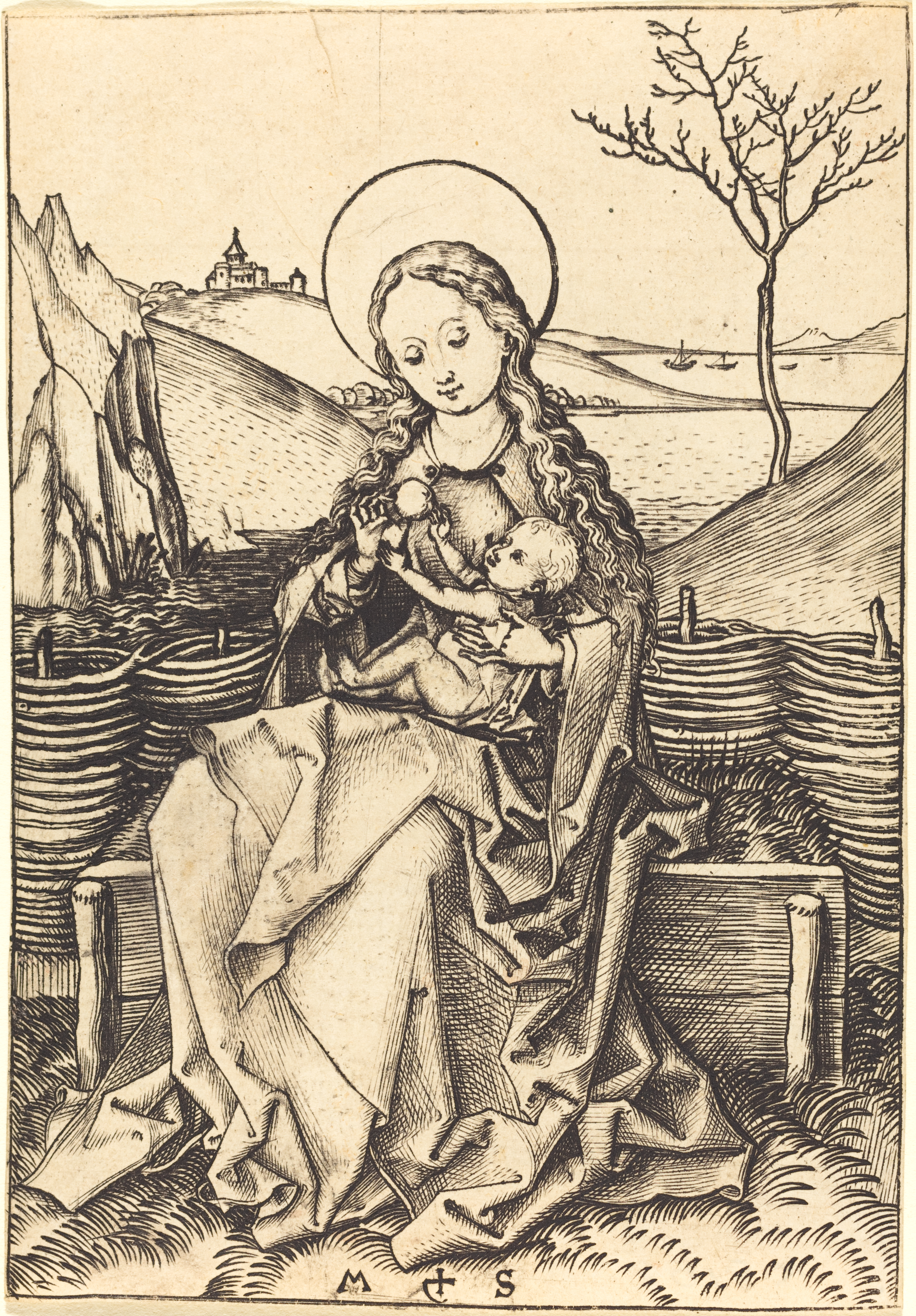
Martin Schongauer, Vierge à l'Enfant sur un banc de gazon (c. 1475-1480).

La Vierge à l'Enfant au singe est une des premières œuvres où Dürer fait preuve d'une synthèse parfaitement aboutie entre les influences germaniques et italiennes. Il emprunte à Martin Schongauer le motif du banc de gazon de sa Vierge à l'Enfant sur un banc de gazon (vers 1475-1480) qu'il avait déjà introduit trois ans auparavant dans La Sainte Famille au papillon.
Pour le mouvement de l'Enfant se détournant de la Vierge pour contempler un oiseau, il s'inspire aussi de la Vierge au perroquet, un burin de Schongauer qui retint particulièrement son attention, comme le montre la Vierge à la niche de Cologne qu'il dessine en 1494 et qui en est une reprise plus fidèle encore.
Il s'agit de libres réinterprétations : le banc de la Vierge au singe offre une végétation luxuriante et diversifiée, le mouvement amorcé par l'Enfant prend de l'ampleur, et son corps, tout en rondeur, gagne en modelé et en volume. 
La Vierge se distingue radicalement de celles du maître rhénan comme de celles gravées par Dürer lui-même dans les années 1495-1498, en prenant les allures de Madone italienne. L'expression de son visage, où la tristesse se mêle à la douceur, et le mouvement de son cou évoquent le style léonardesque, diffusé au même moment par la gravure, comme le montre la Tête de femme, estampe de Giovanni Antonio da Brescia conservée en un unique exemplaire au département des estampes et de la photographie de la Bibliothèque nationale de France.
L'attention particulière donnée au singe, représentation du diable, que Marie, nouvelle Ève, parvient à enchaîner, peut aussi apparaitre comme une référence savante aux études animalières d'Antonio Pisanello. 
Rainer Schoch souligne qu'il serait erroné de considérer la diversité des formules proposées par Dürer pour représenter la Vierge à l'Enfant durant les premières années de sa carrière comme la preuve d'une évolution stylistique tendant inéluctablement vers une intégration de plus en plus forte des modèles italiens. Il rappelle l'importance des enjeux commerciaux, dont le jeune Dürer s'est rapidement montré soucieux : en offrant plusieurs types de représentation d'un même sujet, il s'assurait une audience d'autant plus large.

## Postérité
La Vierge à l'Enfant au singe fut une source d'inspiration pour les graveurs nordiques comme italiens, qui ont soit copié la gravure dans son ensemble, soit en reprendre un motif isolé. Dans le cas de citations ponctuelles, le paysage à l'arrière-plan, et tout particulièrement la maison typique des environs de Nuremberg entourée d'arbres, a largement retenu leur attention. Dürer lui-même consacre à ce détail une aquarelle en 1497 (British Museum). Giulio Campagnola, graveur actif à Venise qui étudia l'œuvre de Dürer pendant ses années de formation, l'introduit à l'arrière-plan de son Enlèvement de Ganymède, tandis qu'il s'inspire du Monstre Marin pour le bouquet d'arbres disposé au premier plan. Cristofano Roberta dispose aussi la petite maison à l'arrière-plan de son Adam et Ève. Entre autres, Zoan Andrea et Agostino Veneziano, autres graveurs italiens, reprirent la composition dans son intégralité.
Dans le monde germanique, Wenzel von Olmütz, le Monogrammiste SB ou encore le Monogrammiste SxH en firent des copies.